# La joia de la família
La joia de la família (títol original: The Family Stone) és una pel·lícula estatunidenca escrita i dirigida per Thomas Bezucha, estrenada el 2005 i en la qual es barregen comèdia i drama. La pel·lícula narra les desventures de les vacances de Nadal de la família Stone, que viu en un petit poble de Massachusetts. Tot comença quan el fill gran porta a la seva promesa a la casa familiar amb la intenció de posar-li l'anell de l'àvia de la família. Ha estat doblada al català.
El títol original en anglès fa referència tant a l'anell com al cognom de la família. Efectivament, la paraula anglesa stone significa tant 'joia' com 'pedra'.

## Argument
La història té lloc al poble fictici de Thayer, Massachusetts, i la història se centra en Meredith Morton (Sarah Jessica Parker), una reeixida executiva de Manhattan, la tibant actitud conservadora de la qual és un agut contrast amb la família del seu promès, Everett Stone (Dermot Mulroney), que són molt liberals i bulliciosos. Everett té quatre germans: 
- Ben (Luke Wilson) fa pel·lícules documentals i viu a Berkeley, té una atracció immediata cap a Meredith.
- Susannah (Elizabeth Reaser), una mestressa de casa que té una filla petita, Isabel (Savannah Stehlin), i està esperant el seu segon fill.
- Thad (Tyrone Giordano) és un arquitecte sord i gai que viu a Boston. Està considerant la possibilitat d'adopció amb la seva parella Patrick (Brian J. White), que és afroamericà.
- Amy (Rachel McAdams) és una mestra d'escola que actualment cursa el seu Màster i dona suport a l'NPR. Amy s'havia reunit prèviament amb Meredith i té una aversió immediata cap a ella.

El pare dels Stones, Kelly (Craig T. Nelson), és també arquitecte, i la seva mare, Sybil (Diane Keaton), al principi es dona a entendre que patia càncer de mama, i que des de llavors ha fet metàstasi.
El Nadal dels Stones resulta ser un dia d'acusacions, recriminacions, autodescobriments, i intents per part de Meredith per remeiar i solucionar les coses. Sybil, que inicialment va rebutjar la petició de Everett a donar-li l'anell de la seva àvia, reconsidera la seva posició i l'hi ofereix, però ara com ara els sentiments de Everett per Meredith s'han desplaçat a la seva germana Julie.

## Repartiment
- Sarah Jessica Parker: Meredith Morton.
- Dermot Mulroney: Evertt Stone.
- Claire Danes: Julie Morton.
- Diane Keaton: Sybil Stone.
- Craig T. Nelson: Kelly Stone.
- Rachel McAdams: Amy Stone.
- Luke Wilson: Ben Stone.
- Tyrone Giordano: Thad Stone.
- Elizabeth Reaser: Susannah Stone Trousdale.
- Brian White: Patrick Thomas.
- Savannah Stehlin: Elizabeth Trousdale.

## Crítica
- "Ximple a estones, tendeix cap a la típica screwball en la qual tothom corre per la casa al mateix temps en un atac de pànic provocat per una sèrie de malentesos. També té una part per pensar (...) Puntuació: ★★★ (sobre 4)."[3]
- "Keaton, una especialista a barrejar humor i sentimentalisme, honra un film amb una gràcia que se't queda gravada en la memòria. (...) Puntuació: ★★★ (sobre 4)."[4]
- "Les dones fan aquest 'The Family Stone', especialment Mrs. Parker, l'actuació del qual és raó suficient per veure el film: des de Philippe Petit (famós equilibrista que va creuar d'una a una altra les Torres Bessones) ningú havia 'caminat la corda' amb tanta finesa –i en talons, menys."[5]